# Circonscription d'Indi
La circonscription d'Indi est une circonscription électorale australienne au nord-est du Victoria. Elle comprend les localités de Wodonga, Wangaratta et Benalla ainsi que les villages de Rutherglen, Mansfield, Beechworth, Myrtleford, Corryong, Tallangatta, Euroa et un grand nombre de hameaux (dont notamment la station de ski de Falls Creek).
La circonscription a été créée en 1901 et est l'une des 75 circonscriptions de la première élection fédérale. Elle est détenue par l'un des grands partis conservateurs depuis 1931.

## Représentants
| Nom                | Parti              | Période de mandat |
| ------------------ | ------------------ | ----------------- |
| Isaac Isaacs       | Protectionniste    | 1901–1906         |
| Joseph Brown       | Anti-socialiste    | 1906–1909         |
| Joseph Brown       | Commonwealth       | 1909–1910         |
| Parker Moloney     | Travailliste       | 1910–1913         |
| Cornelius Ahern    | Commonwealth       | 1913–1914         |
| Parker Moloney     | Travailliste       | 1914–1917         |
| John Leckie        | Nationaliste       | 1917–1919         |
| Robert Cook        | Country            | 1919–1928         |
| Paul Jones         | Travailliste       | 1928–1931         |
| William Hutchinson | United Australia   | 1931–1937         |
| John McEwen        | Country            | 1937–1949         |
| William Bostock    | Libéral            | 1949–1958         |
| Mac Holten         | Country, Nationaux | 1958–1977         |
| Ewen Cameron       | Libéral            | 1977–1993         |
| Lou Lieberman      | Libéral            | 1993–2001         |
| Sophie Mirabella   | Libéral            | 2001–2013         |
| Cathy McGowan      | Indépendante       | 2013–2019         |
| Helen Haines       | Indépendante       | 2019–en cours     |